# Tonia Cariffa
Tonia Cariffa est une artiste peintre, graveuse et écrivaine d'art française née le 30 août 1924 à Chambéry et morte le 5 janvier 2025 à Paris, installée square Desnouettes dans le 15e arrondissement de Paris.

## Biographie
Tonia Cariffa est la fille de deux artistes peintres savoisiens, Francis Cariffa (1890-1975) et Sonca Fivel (1897-1989),. Après ses études secondaires, c'est selon le vœu de Francis Cariffa, qui d'une première vie de comédien au Théâtre du Vieux-Colombier de Jacques Copeau a conservé des amitiés avec René Char, Louis Jouvet et Charles Dullin (lui-même savoisien), que Tonia Cariffa se rend à Paris en 1942 pour y suivre les cours particuliers de l'École de Charles Dullin où enseignent alors Jean-Louis Barrault et Jean-Paul Sartre. Alors qu'elle joue aux côtés de Loleh Bellon, Jean Dasté et Hélène Duc, c'est dans le cadre de la décentralisation théâtrale qu'avec ses partenaires de la scène, que seront Hubert Deschamps, Jacques Lecoq et Julien Verdier, Tonia Cariffa suit Jean Dasté dans l'Isère où le gendre de Jacques Copeau fonde en 1945 la Compagnie des comédiens de Grenoble. Tonia Cariffa écrit alors pour le théâtre, jouant elle-même le rôle principal de sa propre pièce La fille folle.
Tonia Cariffa demeure dans le monde du théâtre jusqu'en 1947, date à laquelle, faute de l'adhésion financière de la ville de Grenoble, Jean Dasté part à Saint-Étienne tandis qu'elle-même, revenant sur Paris, entre en tant qu'élève dans l'atelier de Fernand Léger à Montrouge, y fréquentant Étienne Hajdu, Charles Maussion et Véra Pagava. Elle apprend là « la rigueur de la construction et la maîtrise des techniques », Robert Ganzo observant au travers de ses thèmes d'alors qu'« il y a dans cette peinture des pudeurs qui n'empêchent jamais ces vaisseaux d'être bien faits pour des voyages d'âmes, ces barrages pour des volontés, ces mécaniques pour des envols ». Les conseils d'Árpád Szenes vont toutefois acheminer Tonia Cariffa dans un premier temps vers la pure abstraction pour aboutir ensuite à ses thèmes des Visages et des Foules en des toiles, pastels et livres d'artiste en exemplaires uniques où à l'œuvre peint elle mêle sa propre poésie.
Tonia Cariffa est la mère de l'historien et épistémologue François Dosse et du cinéaste Stéphane Dosse.

## Œuvres

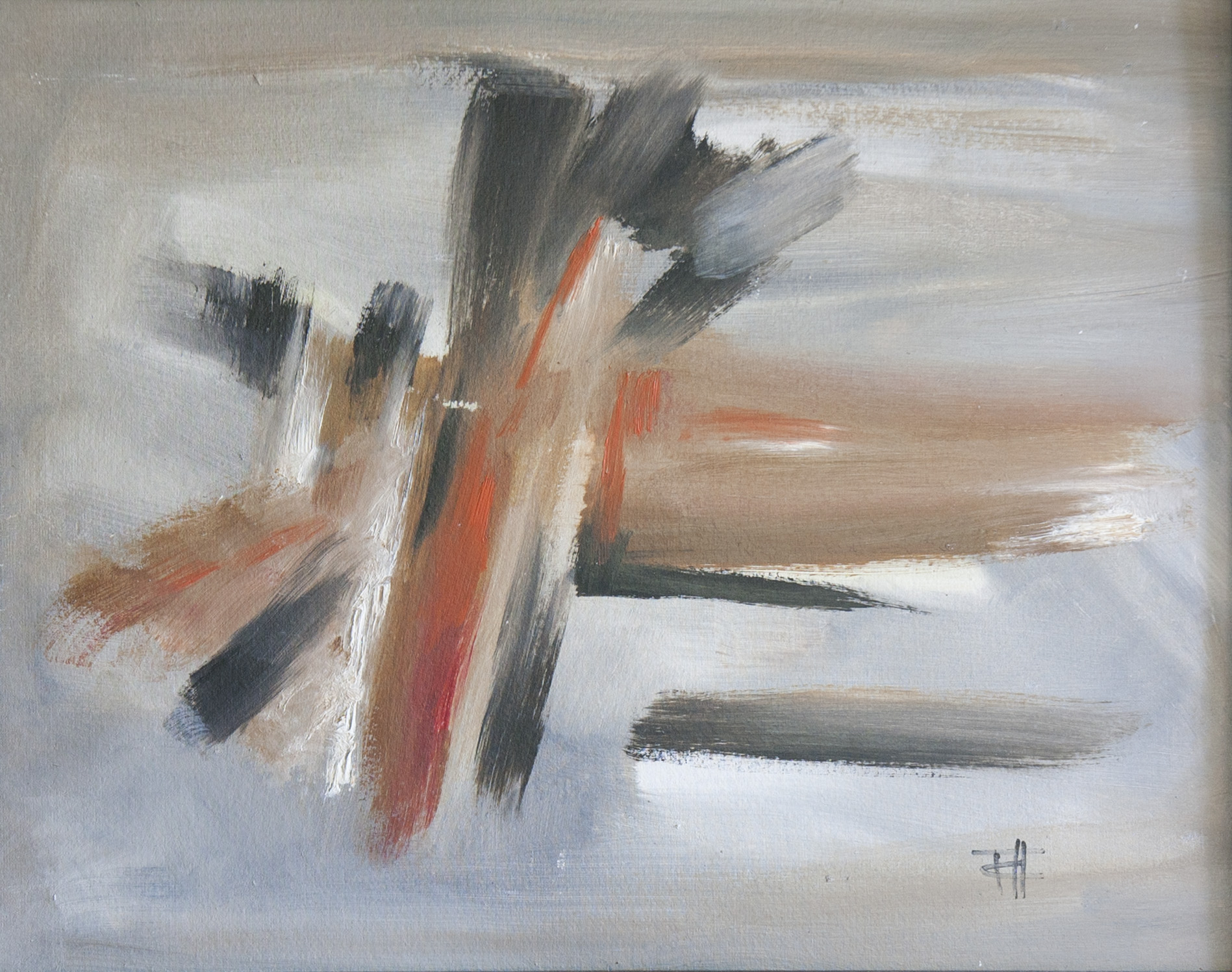
Tonia Cariffa, Composition, peinture, 1963

### Thèmes en peinture et gravure
- Séries des Pylônes, des Usines, des Barrages, des Rails, à partir de 1949.
- Compositions abstraites, à partir de 1953.
- Docks et bateaux, 1958.
- La lune et le soleil, 1960.
- Bouches, 1983.
- Visages, de 1983 à 1990.
- L'homme et les éléments, 1985.
- Foules, décennie 1990.
- Pastels sur le thème du Livre, 1998-2001.
- Vents, 2000-2002.
- Oiseaux et visages , 2015-2016.
- Portraits : Charles Aznavour, Sidney Bechet, Francis Cariffa, Bill Coleman, José Corti, François Dosse, Charles Dullin (1980), Julien Gracq (1990), Philippe Jaccottet (2011), Bud Powell, Arthur Rimbaud, Nina Simone, Hal Singer, Árpád Szenes, Jean Vilar, Benny Waters (en).

### Contributions bibliophiliques
- Yvonne Caroutch, Soifs, illustrations de Tonia Cariffa, Nouvelles Éditions Debresse, 1954.

### Écrits
- « Poésies », Caractères - Revue de poésie contemporaine, no 11, Éditions de poètes, Paris, 1955.
- « Julien Gracq : quelques clés pour une grande œuvre », revue Bicolore Roussel - Médecine et culture, no 170, Éditions Laboratoires Roussel, octobre 1980.
- Eska Kayser, co-écrit avec Claude Debru, 1994.
- Irène Zack, co-écrit avec Lydia Harambourg et Alain Pizerra, Éditions Ereme, 2008.

### Discographie
- Livre-disque : Prince Saphire, la potion de vérité, conte de Philippe Lorin et Jean-Jacques Thiébault, avec les voix de Tonia Cariffa et Gérard Hernandez, Éditions Junior Productions Musique, 1976.

## Expositions

### Expositions personnelles
- Galerie Saint-Placide, Paris, 1955.
- Galerie Raymond Creuze, Paris, 1956.
- Galerie Bignou, Paris, 1961.
- Galerie G. Mourgues, Paris, 1962.
- Galerie Lettre Ouverte, Paris, 1966.
- Galerie Bongers, Paris, 1970, 1975.
- Centre américain de Paris, 1974.
- Galerie L'Œil, Bruxelles, 1975.
- Tonia Cariffa - Œuvres récentes, Galerie Horizon, Paris, 1977.
- Galerie Falguière, Paris, 1978.
- Galerie Art-Femme, Toulouse, 1979.
- Galerie A L'Atelier, Paris, 1980.
- Galerie Darial, Paris, 1982, 1990, 1991.
- Musée des beaux-arts de Chambéry, 1985.
- Maison de la culture de Chambéry, 1988.
- Centre culturel du quatorzième arrondissement de Paris, 1994.
- Galerie Jeanne Euvrard, Paris, 1996.
- Galerie L'Œil, Grenoble, 1996.
- Maison Mansart, Paris, 2000.
- Maison de la bibliophilie, Paris, 2004.
- Galerie Hébert, Paris, 2007.
- Galerie Laurence Mauguin, Paris, 2007.
- Galerie Dufay/Corinne Bonnet, Paris, Mars 2013. L'exposition incluait une lecture de poésies par Tonia Cariffa, accompagnée au shakuhachi par Koichi Nazarov Yoshida.
- Lucien Paris, Vente de l'atelier Tonia Cariffa, Hôtel Drouot, Paris, avril 2016.
- Le Gros Tilleul, Gif-sur-Yvette, septembre 2018[9].

### Expositions collectives
- Atelier Fernand Léger, Galerie de Mai, Paris, 1949.
- Biennale de Menton, 1957.
- Biennale de Lausanne, 1957.
- Salon d'automne, Paris, 1957.
- Salon des surindépendants, Paris, 1958.
- Salon Comparaisons, Paris, 1958.
- Galerie Brinken, Stockholm, 1968.
- Salon d'art sacré, Paris, 1971, 1973.
- Maison de la culture de Grenoble, 1975.
- Salon des femmes peintres, à partir de 1977.
- Masques d'artistes, Cannes, 1985.
- Salon des réalités nouvelles, Paris, à partir de 1991.
- De Bonnard à Baselitz, dix ans d'enrichissements du Cabinet des estampes, Bibliothèque nationale de France, 1992[10].
- Galerie Laurence Mauguin, Paris, juillet 2010.

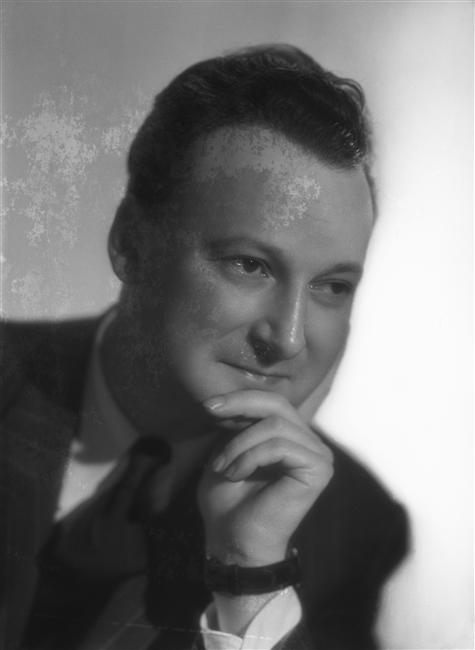
Max-Pol Fouchet

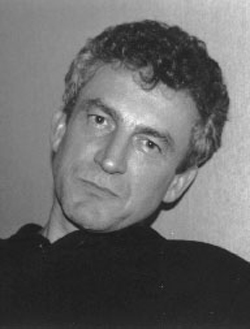
Jean-Michel Maulpoix

## Réception critique
- « Voici des visages; avec le minimum de signes visibles, le peintre crée la plus forte présence. Dans l'estompage de l'ensemble nous retiennent d'abord,des bouches, des lèvres, des regards, puis à distance l'image se creuse, se rehausse, se module. Nous croyons deviner ce qui se passe dans ces êtres, et nous l'éprouvons grâce à la lumière qui les imprègne d'or et de rosé impalpables, nous transmettant une vérité intime. » - Max-Pol Fouchet[11]
- « Le moment vient où les portraits d'âme de Tonia Cariffa seront reconnus comme les plus authentiques qui soient, eux qui se déjouent si fortement du réel. C'est que le vrai doit dépasser le masque, et donc le trait et les volumes. Ici, l'on ne peut plus mentir, dénudé comme on l'est. Et pourtant quel cri ! » - Frédérick Tristan[12]
- « Un brouillard de traits, un brouillage d'identités... Il semble que toute l'œuvre de Tonia Cariffa ait le souci de rendre visible cette singulière jointure de l'être et du paysage, voire ces lieux indécis, ces figures troubles et ces moments crépusculaires où l'être même devient paysage. » - Jean-Michel Maulpoix[13]
- « Venue progressivement, encouragée par Árpàd Szenes, à l'abstraction lyrique, elle aborde d'abord le paysagisme abstrait, toujours caractéristique de son travail, pour diluer son inspiration au milieu des années soixante-dix dans des toiles presque monochromes où affleurent parfois des présences humaines, d'abord des visages, puis jusqu'à des foules noyées de brume. » - Dictionnaire Bénézit[8]

## Collections publiques
- Département des estampes et de la photographie de la Bibliothèque nationale de France, Paris, quatre estampes dont Visages, eau-forte monochrome[10].
- Musée des beaux-arts de Chambéry, Portrait de Charles Dullin, huile sur toile 100x73cm.
- Fonds national d'art contemporain, Puteaux :
  - Égypte, gouache sur papier 22x27cm[14].
  - Visages (couple), huile sur toile 116x89cm, en dépôt à l'ambassade de France à Mexico[15].

## Collections privées
- Georges Coppel.